# Тростяное (Рязанская область)
Тростяное — село в Шацком районе Рязанской области в составе Каверинского сельского поселения.

## Географическое положение
Село Тростяное расположено на Окско-Донской равнине на левом берегу временного водотока Студенка (приток Азы), зарегулированного прудами, в 16 км к северо-востоку от города Шацка. Расстояние от села до районного центра Шацк по автодороге — 26 км.
К северу от села находится балка Тростянка и большой пруд; к югу — балка Студенка; к востоку — балка Мамайский Овраг. Ближайшие населённые пункты — сёла Старороманово, Новороманово, Каверино, Ржавец, Сборное и Сново-Здорово.

## Население
| 2010 | 2012 |
| ---- | ---- |
| 3    | ↘2   |

## Происхождение названия
По словарю В. Даля «трость» — болотное, коленчатое растение, камыш, растущий дудкою. Возможно близость к водоемам и послужила поводом к появлению у села названия Тростяное.

## История
В XVIII в. село Тростяное принадлежало дворянскому роду Колычевых, по инициативе и на средства которых в 1770 г. здесь была построена каменная Казанская церковь с двумя престолами: главным — во имя Казанской иконы Божией Матери, и придельным — в честь святителя Николая Чудотворца.
К 1911 г. причт Казанской церкви села Тростяное по штату состоял из священника и псаломщика. За церковью числилось 1,5 дес. усадебной, 33 дес. пахотной и 2 дес. луговой земли, неудобной, в одном участке, в 1,5 верстах от церкви. Земля давала годового дохода 100—150 руб., братский годовой доход составлял 70—120 руб., причтовый капитал — 125 руб., церковный капитал — 1000 руб. От казны платилось жалованье: священнику — 300 руб. и псаломщику — 100 руб. в год. Дом у священника был церковный, ветхий и негодный для жилья.
К 1911 г., по данным А. Е. Андриевского, в селе Тростяное насчитывалось 67 крестьянских дворов, в которых проживало 229 душ мужского и 234 женского пола. Жители занимались земледелием. Душевой надел местных крестьян составлял по 1/4 десятины на душу в одном поле.
Помимо церкви в селе имелись церковно-приходское попечительство, одноклассная смешанная земская школа и крахмало-паточный завод. Вблизи села располагалось крупное имение «Тростянское», принадлежавшее княгине Анне Николаевне Волконской.
В 1930-е гг. Казанский храм в селе Тростяное был закрыт, службы в нём прекращены, а позднее здание храма использовалось под сельскохозяйственный склад. В настоящее время оно медленно разрушается.

## Транспорт
Основные грузо- и пассажироперевозки осуществляются автомобильным транспортом.

## Достопримечательности
- Храм Казанской иконы Божией Матери — Казанская церковь. Построен в 1770 г. на средства помещика Колычева. Находится в руинированном состоянии.[5]